# Tatjana Dzjandzjgava
Tatjana Vasiljevna Dzjandzjgava (ryska: Татьяна Васильевна Джанджгава, tyska: Tatjana Dschandschgawa), ursprungligen Sjalimova (Шалимова), född 25 februari 1964 i Atbasar, Kazakiska SSR (nuvarande Kazakstan), är en österrikisk, tidigare sovjetisk, före detta handbollsmålvakt.
Hon var med och tog OS-brons 1988 i Seoul och OS-brons 1992 i Barcelona.

## Klubbar
- GK Kuban Krasnodar (1982–1991)
- ŽRK Budućnost (1991–1992)
- Hypo Niederösterreich (1992–2002)